# Mount Khmyznikov
Mount Khmyznikov (englisch; russisch Гора Хмйзнкова Gora Chmisnikowa) ist ein 2800 m hoher Berg im ostantarktischen Königin-Maud-Land. Im Alexander-von-Humboldt-Gebirge des Wohlthatmassivs ragt er im nördlichen Abschnitt der Skeidsnutane des Betechtingebirges auf.
Entdeckt und aus der Luft fotografiert wurde er bei der Deutschen Antarktischen Expedition 1938/39 unter der Leitung des Polarforschers Alfred Ritscher. Norwegische Kartographen kartierten ihn anhand von Vermessungen und Luftaufnahmen der Dritten Norwegischen Antarktisexpedition (1956–1960). Wissenschaftler einer von 1960 bis 1961 durchgeführten sowjetischen Antarktisexpedition kartierten ihn erneut und benannten ihn nach dem sowjetischen Hydrographen Pawel Konstantinowitsch Chmisnikow (1896–1943). Das Advisory Committee on Antarctic Names übertrug diese Benennung im Jahr 1970 ins Englische.